# Логан Кутюр
Логан Кутюр (англ. Logan Couture, нар. 28 березня 1989, Гвелф) — канадський хокеїст, що грав на позиції центрального нападника. В минулому гравець збірної команди Канади.

## Ігрова кар'єра
Хокейну кар'єру розпочав 2004 року на юніорському рівні. З 2005 захищає кольори юніорської команди «Оттава 67-і» (ОХЛ).
2007 року був обраний на драфті НХЛ під 9-м загальним номером командою «Сан-Хосе Шаркс». 
Два сезони виступав за клуб АХЛ «Вустер Шаркс», а 25 жовтня 2009 дебютував у НХЛ за «Сан-Хосе Шаркс». 5 листопада 2009 забиває свою першу шайбу в ворота Кріс Осгуда «Детройт Ред Вінгз».
26 серпня 2011 підписав дворічний контракт на суму $5.75 мільйонів доларів. Через локаут в НХЛ першу частину сезону 2012/13 відіграв у складі швейцарського клубу «Женева-Серветт».
5 липня 2013 підписуєновий п'ятирічний контракт на суму $30 мільйонів, який набув чинності 1 липня 2014 року. 29 грудня 2013 закидає свою соту шайбу в кар'єрі. 6 січня 2014 отримав травму та вибув з гри на шість тижнів.
Через травми Логан змушений пропустити 30 матчів сезону 2015/16.
1 липня 2018 уклав новий восьмирічний контракт на суму $64 мільйони доларів.
27 жовтня 2022 року Логан закинув 300-ту шайбу в кар'єрі в переможній грі 4–3 проти «Торонто Мейпл Ліфс».
15 квітня 2025 року, Кутюр оголосив про завершення кар'єри в НХЛ, посилаючись на свою постійну боротьбу з остеїтом лобка, хоча він продовжуватиме офіційно залишатися активним гравцем до завершення свого контракту, який закінчується після завершення сезону 2026–27 років. Через цю травму він не грав у НХЛ з 31 січня 2024 року.

## На рівні збірних
Був гравцем юніорської збірної Канада, у складі якої брав участь у 11 іграх.
У складі національної збірної Канади в 2016 році став переможцем Кубку світу. 

## Нагороди та досягнення
- Учасник матчу усіх зірок НХЛ — 2012.
- Найкращий бомбардир плей-оф Кубка Стенлі — 2016

## Статистика

### Клубні виступи
| Сезон        | Клуб               | Ліга         | Регулярний сезон | Регулярний сезон | Регулярний сезон | Регулярний сезон | Регулярний сезон | Плей-оф | Плей-оф | Плей-оф | Плей-оф | Плей-оф |
| Сезон        | Клуб               | Ліга         | І                | Г                | П                | О                | ШХ               | І       | Г       | П       | О       | ШХ      |
| ------------ | ------------------ | ------------ | ---------------- | ---------------- | ---------------- | ---------------- | ---------------- | ------- | ------- | ------- | ------- | ------- |
| 2004–05      | «Лондон Найтс»     | МХАО         | 56               | 51               | 56               | 107              | 42               | —       | —       | —       | —       | —       |
| 2004–05      | «Сент-Томас Старс» | ЗОХЛ         | 48               | 24               | 22               | 46               | —                | —       | —       | —       | —       | —       |
| 2005–06      | «Оттава 67-і»      | ОХЛ          | 65               | 25               | 39               | 64               | 52               | 6       | 3       | 4       | 7       | 0       |
| 2006–07      | «Оттава 67-і»      | ОХЛ          | 54               | 26               | 52               | 78               | 24               | 5       | 1       | 7       | 8       | 4       |
| 2007–08      | «Оттава 67-і»      | ОХЛ          | 51               | 21               | 37               | 58               | 37               | 4       | 2       | 1       | 3       | 0       |
| 2008–09      | «Оттава 67-і»      | ОХЛ          | 62               | 39               | 48               | 87               | 46               | 7       | 3       | 7       | 10      | 6       |
| 2008–09      | «Вустер Шаркс»     | АХЛ          | 4                | 0                | 0                | 0                | 7                | 12      | 2       | 1       | 3       | 11      |
| 2009–10      | «Вустер Шаркс»     | АХЛ          | 42               | 20               | 33               | 53               | 12               | —       | —       | —       | —       | —       |
| 2009–10      | «Сан-Хосе Шаркс»   | НХЛ          | 25               | 5                | 4                | 9                | 6                | 15      | 4       | 0       | 4       | 4       |
| 2010–11      | «Сан-Хосе Шаркс»   | НХЛ          | 79               | 32               | 24               | 56               | 41               | 18      | 7       | 7       | 14      | 2       |
| 2011–12      | «Сан-Хосе Шаркс»   | НХЛ          | 80               | 31               | 34               | 65               | 16               | 5       | 1       | 3       | 4       | 0       |
| 2012–13      | «Женева-Серветт»   | НЛА          | 22               | 7                | 16               | 23               | 10               | —       | —       | —       | —       | —       |
| 2012–13      | «Сан-Хосе Шаркс»   | НХЛ          | 48               | 21               | 16               | 37               | 4                | 11      | 5       | 6       | 11      | 0       |
| 2013–14      | «Сан-Хосе Шаркс»   | НХЛ          | 65               | 23               | 30               | 54               | 20               | 7       | 1       | 2       | 3       | 7       |
| 2014–15      | «Сан-Хосе Шаркс»   | НХЛ          | 82               | 27               | 40               | 67               | 12               | —       | —       | —       | —       | —       |
| 2015–16      | «Сан-Хосе Шаркс»   | НХЛ          | 52               | 15               | 21               | 36               | 20               | 24      | 10      | 20      | 30      | 8       |
| 2016–17      | «Сан-Хосе Шаркс»   | НХЛ          | 73               | 25               | 27               | 52               | 12               | 6       | 2       | 1       | 3       | 0       |
| 2017–18      | «Сан-Хосе Шаркс»   | НХЛ          | 78               | 34               | 27               | 61               | 18               | 10      | 4       | 8       | 12      | 4       |
| 2018–19      | «Сан-Хосе Шаркс»   | НХЛ          | 81               | 27               | 43               | 70               | 22               | 20      | 14      | 6       | 20      | 6       |
| 2019–20      | «Сан-Хосе Шаркс»   | НХЛ          | 52               | 16               | 23               | 39               | 18               | —       | —       | —       | —       | —       |
| 2020–21      | «Сан-Хосе Шаркс»   | НХЛ          | 53               | 17               | 14               | 31               | 25               | —       | —       | —       | —       | —       |
| 2021–22      | «Сан-Хосе Шаркс»   | НХЛ          | 77               | 23               | 33               | 56               | 18               | —       | —       | —       | —       | —       |
| 2022–23      | «Сан-Хосе Шаркс»   | НХЛ          | 82               | 27               | 40               | 67               | 19               | —       | —       | —       | —       | —       |
| 2023–24      | «Сан-Хосе Шаркс»   | НХЛ          | 6                | 0                | 1                | 1                | 4                | —       | —       | —       | —       | —       |
| Усього в НХЛ | Усього в НХЛ       | Усього в НХЛ | 933              | 323              | 378              | 701              | 255              | 116     | 48      | 53      | 101     | 31      |

### Збірна
| Рік                | Команда            | Турнір             | Місце              | І  | Г | П | О  | ШХ |
| ------------------ | ------------------ | ------------------ | ------------------ | -- | - | - | -- | -- |
| 2006               | Канада Онтаріо     | U17                | 5-е                | 5  | 5 | 5 | 10 | 2  |
| 2007               | Канада             | ЮЧС18              | 4-е                | 6  | 2 | 2 | 4  | 2  |
| 2016               | Канада             | КС                 | 1                  | 6  | 1 | 3 | 4  | 0  |
| Юніорська збірна   | Юніорська збірна   | Юніорська збірна   | Юніорська збірна   | 11 | 7 | 7 | 14 | 4  |
| Національна збірна | Національна збірна | Національна збірна | Національна збірна | 6  | 1 | 3 | 4  | 0  |